# Campeonato de Fórmula Dos de la FIA
El Campeonato de Fórmula Dos de la FIA fue una competición de automovilismo de velocidad creada en 2008 con unos costes mucho más bajos para intentar hacerle competencia a la GP2 Series.
El propósito de la Federación Internacional del Automóvil (FIA) era crear una categoría que brindara la posibilidad, incluso a los pilotos no respaldados por grandes patrocinadores, de entrenar en una categoría de automovilismo de buen nivel, antes de dar el salto a la Fórmula 1, sin competir en GP2 Series. Fue llevada a cabo por MotorSport Vision (fundada por Jonathan Palmer). La categoría fue descontinuada en 2012.

## Reglamento

### Formato de fecha
En cada ronda, los entrenamientos libres duraban 90 minutos, una hora la clasificación, y la carrera con una distancia de aproximadamente de 175 km/h.
Todos los pilotos tenían sus monoplazas preparados por MotorSport Vision. Trabajaron con un solo mecánico durante toda la temporada y un grupo rotativo de ingenieros. Esto significa que las finanzas de un piloto no tuvieron ningún efecto en el rendimiento y nadie pudo obtener una ventaja injusta ya que todos los chasis eran operados por el mismo equipo.

### Sistema de puntuación
En la temporada 2009, sumaban los pilotos que terminaban entre el primer y octavo puesto. A partir de 2010, la categoría utilizó el sistema de puntuación que se usa en Fórmula 1.
| Posición | 1.º | 2.º | 3.º | 4.º | 5.º | 6.º | 7.º | 8.º | 9.º | 10.º |
| Puntos   | 25  | 18  | 15  | 12  | 10  | 8   | 6   | 4   | 2   | 1    |

## Ganadores
| Año  | Piloto           | Puntos | Margen | Segundo             | Tercero             |
| ---- | ---------------- | ------ | ------ | ------------------- | ------------------- |
| 2009 | Andy Soucek      | 115    | 51     | Robert Wickens      | Mikhail Aleshin     |
| 2010 | Dean Stoneman    | 284    | 42     | Jolyon Palmer       | Sergey Afanasyev    |
| 2011 | Mirko Bortolotti | 298    | 109    | Christopher Zanella | Ramón Piñeiro       |
| 2012 | Luciano Bacheta  | 231.5  | 21.5   | Mathéo Tuscher      | Christopher Zanella |